# Rita Brugger
Rita Bromberg Brugger (Porto Alegre, 1928) é uma artista plástica, ilustradora e escritora brasileira.

## Biografia
Bisneta do grande empresário alemão Martin Bromberg e filha de Paulo Bromberg, desde cedo demonstrou interesse pelo desenho. Viveu sua juventude em Porto Alegre, foi aluna no Colégio Farroupilha e terminou seus estudos secundários num internato em Novo Hamburgo. Depois pretendeu estudar medicina, mas acabou optando pelas artes, formando-se na UFRGS, ao mesmo tempo em que dava aulas. Com 27 anos conheceu seu futuro marido, José Brugger, com quem casou-se na Áustria, e com quem teria cinco filhos. O casal viveu na Áustria até a primeira gravidez de Rita, retornando então para o Brasil e fixando residência em Caxias do Sul. Contudo, envolvida na criação de sua prole, a carreira de Rita entrou em recesso. Após os filhos crescerem, pôde se dedicar à arte e à literatura, ganhando "amplo reconhecimento nos meios artísticos e editoriais".
Em 1988 foi uma das fundadoras do Núcleo de Artes Visuais, importante associação da qual foi um dos mais ativos membros, participando de várias exposições coletivas e realizando individuais. Segundo Odete Garbin, ex-presidente do NAVI, a colaboração de Rita foi essencial para o sucesso de inúmeras iniciativas artísticas e culturais, e enfatizou a estima e respeito, pela pessoa e pelo trabalho, com que é considerada por todos no meio local. Com o avançar dos anos seu interesse pelas atividades expositivas declinou, mas depois de alcançar os 80 anos de idade lançou-se no mundo da arte digital.
Escreveu vários livros ilustrados de caráter histórico-ficcional, destacando-se Diário de um Imigrante (Maneco, 2000) e Pedro e Leopoldina (EDUCS, 2007). Em sua Tese de Doutorado, Renate Gierus considerou Diário de um Imigrante um valioso e raro testemunho feminino sobre a temática da imigração alemã no estado, e disse: 
"A narrativa apresenta uma visão romanceada do início da colonização em São Leopoldo. [...] Na síntese do livro de Brugger, procurei destacar a questão da alimentação e da culinária, trazendo, desta forma, um pouco do que a autora quis transmitir. Usar desenhos, como ela fez, é uma metodologia historiográfica muito rica e plural. Esta metodologia desperta outros sentidos no/na leitor/a, não só o da palavra escrita, mas também o da palavra desenhada. Desenhos, fotografias e gravuras querem e podem contar histórias de um tempo passado, despertando em relação ao mesmo sentidos diferenciados a respeito das mulheres de modo geral e das mulheres alemãs imigrantes, de modo específico".
Produziu ainda ilustrações para as versões infanto-juvenis dos best-sellers 1808 e 1822, de Laurentino Gomes. Sua colaboração tem sido elogiada e até 2014 a versão ilustrada de 1808 já tinha mais de dez reimpressões. Na análise de Gelbcke & Cerri,
"Para um público infanto-juvenil, inserido em um mundo visual e digital em que as informações correm rápidas, um público que está iniciando seu interesse pela leitura, o valor da imagem joga um peso bastante grande. Além de ser muito atrativa e despertar o interesse, a imagem traz informações de uma maneira muito mais imediata e assimilável do que o relato escrito. [...] Aparece muito pouco, se comparada com a versão original, a utilização de citações diretas de historiadores. Não existem notas de rodapé, nem as referências bibliográficas aparecem. O texto é todo trabalhado em função da visualização. Não há sequer uma página que apareça sem uma imagem; essas imagens, por vezes chegam a ocupar páginas inteiras, ora ou outra acompanhada com frases de efeito. É como se o livro estivesse contando um conto mediante, principalmente, a ilustração imagética".
Rita Brugger foi a homenageada da Feira do Livro de Caxias de 2007. Em 2009 recebeu a mais alta distinção concedida pela Prefeitura, a Medalha Monumento Nacional ao Imigrante, que reconhece relevantes serviços prestados à comunidade.